# Kolleg St. Josef (Ehingen)
Das Kolleg St. Josef in Ehingen, auch Josefinum genannt, ist ein Internat der Diözese Rottenburg-Stuttgart mit bischöflichem Studienheim, Gymnasialkonvikt und Schülerhort. Seit dem Herbst 2010 besteht eine Kooperation mit der Franz-von-Sales-Jungenrealschule der Stiftung Katholische Freie Schule und dem Internat St. Josef.

## Bischöfliches Studienheim
Das bischöfliche Studienheim wurde 1897 gegründet. Aufgrund seiner Architektur erhielt es im Volksmund den Beinamen „Kasten“. Es bietet 30 Schülern der Klassen fünf bis acht einen Internatsplatz. Weitere 45 Jungen und Mädchen können bereits seit 1974 als Tagesschüler unter qualifizierter Begleitung ihre schulischen Aufgaben bewältigen und am Freizeitangebot teilnehmen. Dabei stehen ihnen vier Erzieher, darunter Lehrer, Sozial- und Religionspädagogen zur Seite.

## Bischöfliches Gymnasialkonvikt
Das Bischöfliche Konvikt gründete sich 1825 gemeinsam mit dem örtlichen Gymnasium als Fortsetzung der schulischen Tradition des Benediktinerkollegs Ehingen von 1686. Zu Beginn gab es Platz für 20 Internats- und 20 Tagesschülern der Klassen neun bis dreizehn.
Am Kolleg gibt es auch eine besondere Gelegenheit, ein Stipendium zu erwerben. Schüler, die in das Konvikt aufgenommen werden wollen, können zu Beginn der zehnten Klasse die sogenannte Landesexamensprüfung ablegen. Mit dem bestandenen Landesexamen ist ein Teilstipendium verbunden.
Bischöfliches Studienheim und Gymnasialkonvikt, ursprünglich zwei auch räumlich getrennte Einrichtungen, wurden 1974 unter dem heutigen Namen zusammengelegt.
Die Schüler dieser beiden Bereiche besuchen die öffentlichen Schulen der Stadt Ehingen oder der Stadt Ulm, Haupt- und Realschule, Gymnasium, technische und naturwissenschaftliche Berufsfachschule, technisches und kaufmännisches Berufskolleg, berufliches Gymnasium in Ulm.

## Ambrosianum
1983 wurde das Theologische Vorseminar Ambrosianum von Stuttgart-Sommerrain nach Ehingen verlegt und unter dem Dach des Kolleg St. Josef in das bestehende Internat integriert.
Im Ambrosianum bietet die Diözese Rottenburg-Stuttgart 40 jungen Männern und 10 jungen Frauen mit allgemeiner oder fachgebundener Hochschulreife die Möglichkeit, innerhalb eines Jahres im hauseigenen Spracheninstitut, das einer Berufsfachschule gleichgestellt ist, die notwendigen sprachlichen Voraussetzungen zu erwerben, die ein Theologie- oder Geschichtsstudium erfordert. Dazu gehören das große Latinum, Graecum und Hebraicum.
2009 wurde das Ambrosianum nach Tübingen verlegt.

## Schülerhort
1993 schließlich hat die Diözese Rottenburg-Stuttgart in Zusammenarbeit mit der Stadt Ehingen einen Schülerhort in seinen Räumen eingerichtet, in dem eine Gruppe von 20 Grundschülern nach der Schule bis zum späten Nachmittag von drei Mitarbeitern intensiv betreut wird. Dieses Angebot steht aufgrund der Förderung durch die Stadt ausschließlich in der Stadt Ehingen wohnenden Kindern offen.

## Jungenrealschule
Zum Schuljahr 2010/11 hat die Franz-von-Sales-Realschule Obermarchtal am Kolleg Sankt Josef einen Jungenrealschulzug eröffnet.
Die Pädagogische Grundlage ist der Marchtaler Plan. Die Schüler können entweder im Internat wohnen oder die Schule als Tagesschüler besuchen.